# Paul Souday
Pour les articles homonymes, voir Souday (homonymie).
Paul Souday, né au Havre le 20 août 1869 et mort à Neuilly-sur-Seine le 7 juillet 1929, est un critique littéraire et essayiste français.

## Biographie
Il collabore à de nombreuses revues, dont la Grande Revue et la Revue de Paris. Entré au journal Le Temps en 1892, il y est chargé de la critique littéraire de 1912 à 1929. Cocteau parle de lui en ces termes : "Les foudres de Paul Souday en première page du Temps, passe encore".  Auteur d'une biographie de Marcel Proust, dont il a reconnu très tôt le talent, après lui avoir été nettemment hostile, et d'une série de portraits de philosophes et d'écrivains. Persuadé, comme il l'écrit, qu'un homme noir ne pouvait avoir du génie, Il fut l'un des adversaires les plus résolus du choix de remettre le Goncourt 1921 à René Maran.  
Roger Martin du Gard lui doit le lancement de son premier roman d'importance, Jean Barois. Il le raconte en ces termes, qui donnent une idée de l'autorité de Paul Souday : « La critique s'est montrée plus réticente : ce gros bouquin dialogué étonnait, mais ne plaisait guère. C'est seulement quelques mois après la parution, que Paul Souday, l'arbitre officiel des lettres, le redouté mentor du Temps, s'est occupé de moi. Son article était d'ailleurs tout farci de reproches : il me chicanait longuement sur mes imparfaits du subjonctif… Cependant, il me consacrait cinq colonnes de son feuilleton hebdomadaire. Alors, à sa suite, dans les grands quotidiens, puis dans les revues, les critiques attitrés se sont crus tenus de signaler, non sans de prudentes réserves, mon livre à la curiosité des lecteurs… En somme, la partie était gagnée ! »
En 1927, André Gide n'apprécie pas son avis sur Britannicus paru dans la Revue de Paris du 1er août. Gide écrit : « [...] Il ne consent à voir dans cette pièce admirable, ni lyrisme, ni pensée - un peu agaçant chez celui qui ne peut supporter à l'égard de Hugo, voire de Gautier, la moindre restriction ».
Souday est inhumé au cimetière du Père-Lachaise (85e division).

## Ouvrages
- André Gide, Paris, S. Kra, 1927 Texte en ligne
- Marcel Proust, Paris, S. Kra, 1927 Texte en ligne
- Paul Valéry, Paris, S. Kra, 1927
- Les Romantiques à l'Académie, suivi des Discours de réception de MM. de Lamartine, Charles Nodier, Victor Hugo, Sainte-Beuve, Alfred de Vigny, Alfred de Musset, et des Réponses de MM. le baron Cuvier, de Jouy, de Salvandy, Victor Hugo, le comte Molé, Nizard, Paris, Flammarion, 1928
- Bossuet, Liége, Les Éditions du Balancier, 1929
- Dialogues critiques, Paris, Éditions des Cahiers libres, 1929
- La Société des grands esprits, Paris, É. Hazan, 1929
- Les Livres du temps, Paris, Émile-Paul frères, 3 vol., 1913-1930 Texte en ligne : 2e série 3e série
- Article « La Bruyère » dans La Grande Encyclopédie, tome 21